# Sycorax milleri
Sycorax milleri är en tvåvingeart som beskrevs av Satchell 1950. Sycorax milleri ingår i släktet Sycorax och familjen fjärilsmyggor. Inga underarter finns listade i Catalogue of Life.